# Коса (Теруель)
Коса (ісп. Cosa) — муніципалітет в Іспанії, у складі автономної спільноти Арагон, у провінції Теруель. Населення — 64 особи (2010).
Муніципалітет розташований на відстані близько 220 км на схід від Мадрида, 55 км на північ від міста Теруель.
На території муніципалітету розташовані такі населені пункти: (дані про населення за 2010 рік)
- Корбатон: 11 осіб
- Коса: 53 особи

## Демографія
Динаміка населення (INE ):

## Галерея зображень

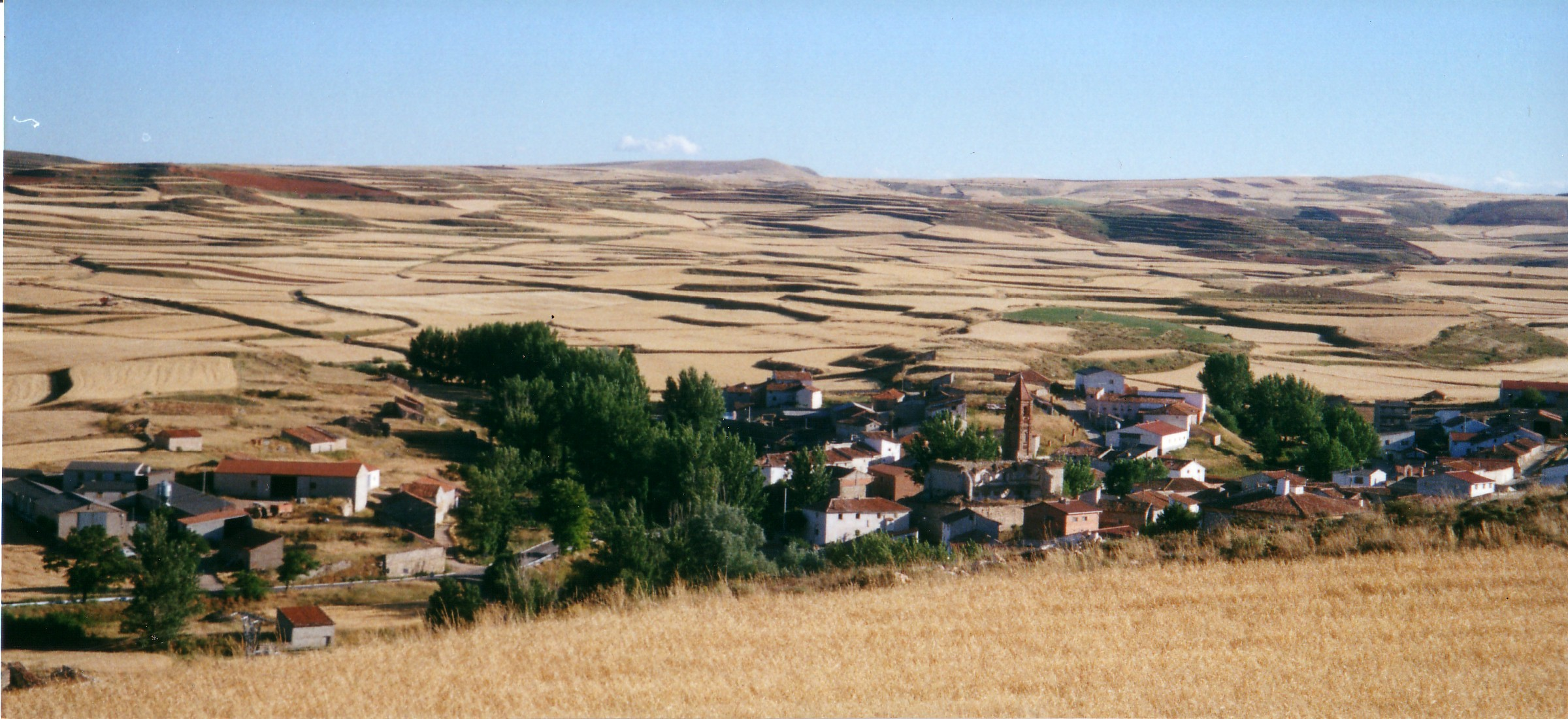
Коса
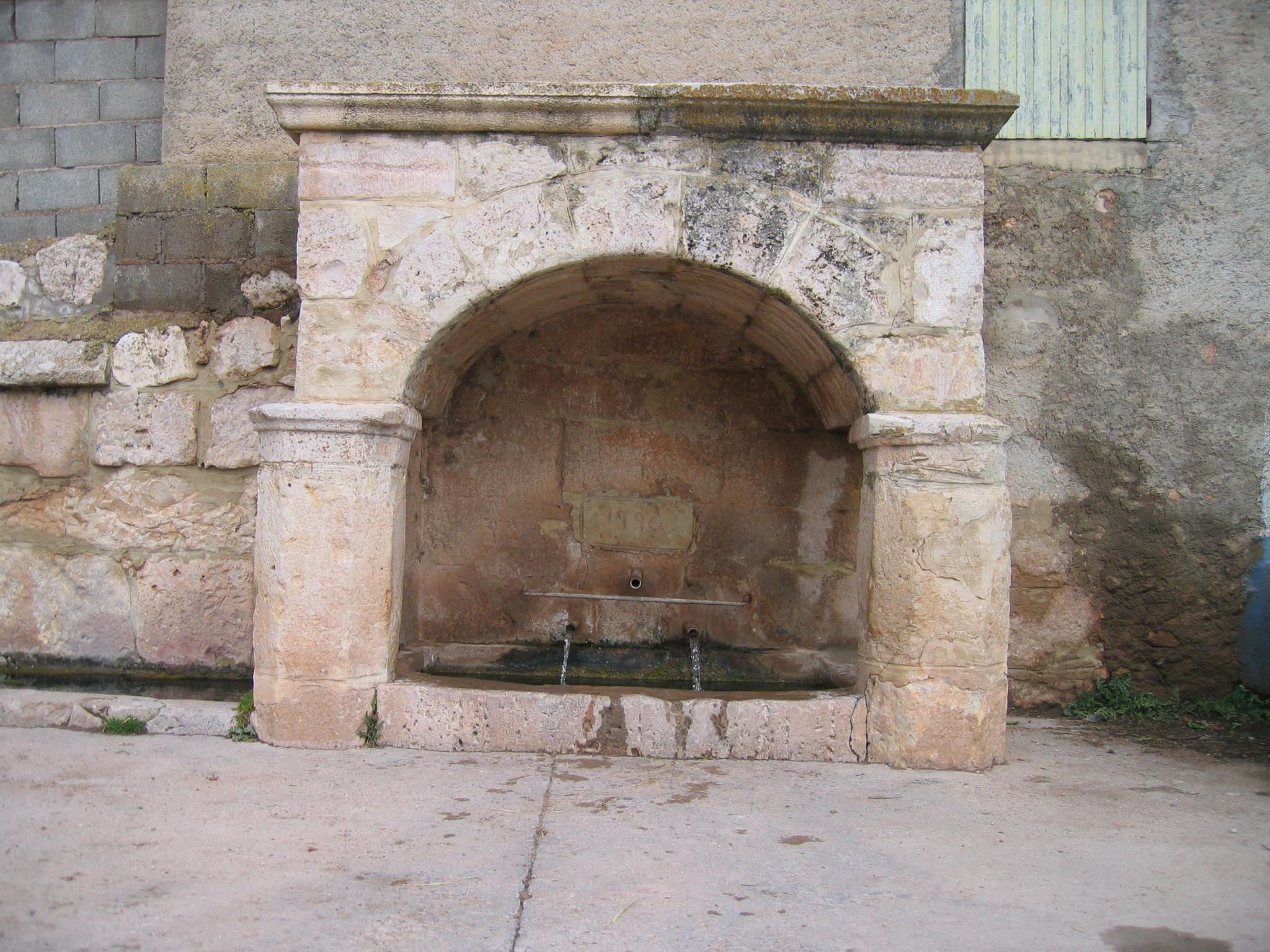
Фонтан